# Cap de l'Escobedo
El Cap de l'Escobedo és una muntanya de 2.123 metres que es troba al municipi de la Guingueta d'Àneu, a la comarca del Pallars Sobirà.